# Goryō
Goryō (jap. 御霊) – rodzaj japońskich duchów. Ich nazwa składa się z dwóch znaków kanji: 御 (go) oznaczającego honorowy oraz 霊 (ryō) oznaczającego duszę, ducha. Goryō zazwyczaj są duchami mścicielami osób wywodzących się z klasy arystokratycznej, szczególnie osób, które umarły śmiercią męczeńską. Jedynym sposobem, aby ukoić gniew duchów było wezwanie Yamabushi, którzy potrafili wykonać rytuały w celu uspokojenia duszy zmarłego.
Opowieści o tych istotach pochodzą głównie z okresu Heian, kiedy to wierzono, że duchy potężnych władców, którzy zostali skrzywdzeni były w stanie wrócić na ziemię, aby dopełnić zemsty, poprzez niszczenie upraw i wzywanie tajfunów oraz trzęsień ziemi.

## Tenjin
Przykładem Goryō jest bóstwo znane jako Tenjin. Gdy Michizane Sugawara został zesłany na wygnanie na Kiusiu w wyniku spisku klanu Fujiwara, w stolicy zaczęły padać ulewne deszcze z błyskawicami, w których zginęło wielu ludzi z tego klanu, a pożary i powodzie powstałe w ich wyniku zniszczyły wiele siedzib rodu.
Cesarz stwierdził, iż było to spowodowane przez zagniewanego ducha Michizane. Aby go uspokoić, przywrócił mu wszystkie godności dworskie, spalił oficjalny rozkaz wygnania i zarządził, aby poetę czczono (deifikacja) pod imieniem Tenjina. Został patronem nauki, poezji i kaligrafii. Jego najważniejszymi chramami są Dazaifu-Tenmangū na Kiusiu oraz Kitano-Tenmangū w Kioto.